# 定远镇 (渠县)
定远镇，原为定远乡，是中华人民共和国四川省达州市渠县下辖的一个乡镇级行政单位。2018年撤乡设镇。区划代码改为511725132。

## 行政区划
定远镇下辖以下地区：
定远社区、新寨村、大沟村、团寨村、争鸣村、四合村、桔园村和龙舌村。